# Satureja linearifolia
Satureja linearifolia là một loài thực vật có hoa trong họ Hoa môi. Loài này được (Brullo & Furnari) Greuter miêu tả khoa học đầu tiên năm 1986.